# Shinsetsu Samurai Spirits Bushido Retsuden
Samurai Shodown RPG (真説サムライスピリッツ武士道列伝, Shinsetsu Samurai Supirittsu Bushidō Retsuden) , é um jogo de RPG eletrônico desenvolvido para a plataforma Neo Geo CD da SNK, que foi também convertido para Sega Saturn e Playstation. O jogo nunca foi lançado fora do Japão.
A tradução do título é a seguinte:
真説: Shinsetsu, ou "nova teoria"
サムライスピリッツ: Samurai Supirittsu, ou "Samurai Spirits"
武士道: Bushidou, que é o código samurai para cavaleiros
列伝: Retsuden, ou "uma série de biografias"
Já que o título original não é traduzido completamente correto para o inglês, é comum o jogo ser referido simplesmente como "Samurai Shodown RPG". Alternativamente, também pode ser referido como "Samurai Spirits: True Legends of Furious Bushido RPG".

## Desenvolvimento
A história do desenvolvimento do jogo é bem estratificada. Ele foi anunciado na época da popularidade da série Samurai Shodown em 1995, e sofreu vários atrasos no processo, sendo finalmente lançado alguns anos depois. Por algum tempo, boatos diziam que o jogo nunca seria lançado.
Como originalmente envisionado, o jogo seria dividido em 3 episódios: um para cada um dos jogos da série. Por um tempo, ele seria um jogo exclusivo para Neo Geo CD mas as pressões quanto ao desenvolvimento e à situação financeira da SNK fez com que a mesma tivesse que lançar para outras duas plataformas. Numa estranha e inexplicável decisão de marketing, a empresa disse que cada versão para os 3 consoles iria conter somente dois dos três episódios da história, fazendo com que o jogador tivesse que comprar duas cópias do jogo para poder tê-lo inteiro. Sem surpresa, este plano resultou na significante decepção dos fãs, e foi descartado.
Eventualmente, com o desenvovilmento já planejado, a decisão executiva foi finalmente feita: esboçar o terceiro capítulo, focando-se nos dois primeiros, para que o jogo pudesse ser lançado mais cedo. Esta decisão pode, de fato, ser a única razão de o plano de "dois capítulos por versão" da SNK não ter sido posto em prática. Finalmente, ele foi lançado no meio do ano de 1997. Enquanto que ele foi adorado por suas excelentes animações e gráficos em 2D, ele foi odiado por sua característica de excessivos carregamentos. Enquanto isto, especulações foram feitas sobre um lançamento para os EUA pela Working Designs, mas não passaram de boatos.

## Jogabilidade
O sistema básico do jogo é muito semelhante à da maioria dos RPGs de console, como Final Fantasy. Os personagens viajam por um mapa, entram em cidades, cavernas e afins, e entram em batalhas, que ocorrem numa tela separada. O menu de opções capacita a equipagem de armaduras e acessórios, como também o uso de itens.
No começo, é dado ao jogador a opção de escolher um entre seis personagens para ser o "principal" da história. Eles são Haohmaru, Nakoruru, Genjuro Kibagami, Galford D. Weller, Ukyo Tachibana e Cham Cham. A cronologia básica da história não divergia muito para nenhum deles mas cada um possuia diálogos próprios dentro do jogo, e cada um possuia cenas especiais que iriam detalhar bastante cada um. Adicionalmente, para melhor ajustar a continuidade dos personagens, certas histórias foram levemente modificadas baseados no capítulo selecionado. Ao longo do desenrolar do jogo, dois outros personagens podiam juntar-se à equipe do jogador (a não ser que o principal seja Genjuro, que só ganha um parceiro na sua segunda história). Os personagens secundários que podiam juntar-se são Charlotte Christine de Colde, Rimururu e Kyoshiro Senryo, como também os outros personagens "principais" que o jogador não tinha escolhido no começo. Adicionalmente, no segundo capítulo foi introduzido um novo personagem: um guerreiro chamado Shippuu no Reon (疾風の鈴音), cujo nome traduz-se vagamente para "O Anilhar dos Ventos de Gale". Todos os jogadores de ambos os dois primeiros jogos da série Samurai Shodown participam do jogo, seja como uma simples ajuda ao grupo, como peça fundamental à história e/ou como inimigo.
De um ponto de vista das mecânicas do jogo, o de combate não é muito diferente do de Final Fantasy em vários aspectos. Sua maior diferença de tal fórmula é a existência da opção que capacita o jogador de executar vários golpes com o uso do joystick, exatamente como são feitos nos jogos de arcade, ao invés de simplesmente selecionar os golpes de uma lista. Por exemplo, para executar o Senpuu Retsuzan (ou "Corte de ciclone"; 旋風烈斬) de Haohmaru, o jogador iria apertar "baixo", "baixo-frente" e "frente", depois o botão de ataque na sequência. Isto, combinado com a velocidade geral do combate, faz o jogo possuir uma jogabilidade viciante, já que é necessitado ao jogador que saiba dos golpes dos personagens.
Taticamente, o jogo aproveitou selvagemente (mas repetidamente) de sua dificuldade. O segundo capítulo é notavelmente mais difícil que o primeiro, sendo o comando normal de "ataque" raramente útil em comparação aos ubíquos golpes especiais. É dado aos personagens um amplo suprimento de "pontos spirit" que servem para executar tais golpes, sendo eles sempre necessitados já que são tipicamente os únicos tipos de ataque que são efetivos contra a maioria dos inimigos de igual ou maior poder.
Enquanto que armaduras e acessórios podem ser comprados e equipados, não existe nenhuma arma para venda, em canto algum. Cada personagem possui seu próprio armamento ao longo do jogo, e os jogadores podem visitar ferreiros no jgo para melhorá-lo. Estes ferreiros também podiam infundir as armas com um dos vários elementos materiais do jogo, o que faria com que os golpes normais e especiais de tal arma fosse mais efetiva contra certos tipos de inimigos, dependendo de qual fosse escolhido.
Os vários locais e mapas tendem a ser pequenos em tamanho, o que compensava a extremamente alta taxa de inícios de combate. Em média, num local/mapa, lutas começavam a cada 3-5 segundos de movimento (um pouco mais rápido quando correndo). Jogando ambos os capítulos com um único personagem (e excluindo o tempo usado nos carregamentos), a duração total do jogo cercava de 20 a 25 horas.

## Diferenças das versões
Enquanto que a jogabilidade é amplamente semelhante nas 3 versões do jogo, certas diferenças estéticas entre as versões para Playstation/Saturn e Neo-CD sugerem que o desenvolvimento tenha sido feito por dois times completamente diferentes. Algumas das principais destas diferenças são:
- A versão do Neo-CD possui consideravelmente mais animação nos sprites dos combates do que das versões de PS e Saturn, incluindo poses de luta únicas para cada personagem e animações de morte especializadas para monstros.
- A versão Neo-CD possui menus mais coloridos e ornamentais, enquanto que as versões de PS e Saturn tinham menus praticamente brancos, rosa e verde.
- Os movimentos na versão Neo-CD tinham um visual e sentimento mais suave que o das outras.
- No mapa do mundo, a versão de Neo-CD usa uma versão de menor escala do sprite do personagem num local normal. A versão de PS usa um sprite inteiramente novo.
- O Neo-CD roda na sua resolução normal de 304x224px, enquanto que o PS/Saturn roda em 320x240.
- A versão Neo-CD possui menos pausas entre os clipes com áudio do que as outras versões.
- As versões PS/Saturn possuem cortes significantes nas animações de andar e correr dos personagens.
- A versão de PS capacita o jogador de selecionar a força do ataque normal após escolher o alvo, enquanto que a de Neo-CD não o faz.
- A versão do PS exibe uma barra "Tempo Ativo de Batalha", enquanto que a Neo-CD não.
- A versão do PS possui música de maior qualidade, mais que ambas as outras versões, devido à configuração PCM.

### Conteúdo bônus
As mais óbvias diferenças entre as três versões são os seus respectivos modos de bônus que são desbloquados após terminar o jogo.
- Neo-Geo CD: Um terceiro "mini-capítulo" é acionado, onde o jogador controla Shizumaru Hisame, entrando em participações cameo de vários personagens de outros jogos da SNK.
- PlayStation: O modo de "história paralela" é acionado, o que capacita o jogador de assistir sequências não-interativas falando sobre vários dos outros personagens da série.
- Saturn: Um modo de "entrevista" é acionado, onde capacita o jogador de assistir uma longa, não-interativa sequência sobre vários dos personagens (o que frequentemente quebra a quarta parede). Este bônus também é disponível na versão de Playstation através do uso de um arquivo de save hackeado.

## Elenco

### Personagens jogáveis
- Haohmaru
- Genjuro Kibagami - devido à sua arrogância, ele é o único dos personagens principais opcionais que passa pela história sozinho (sendo a única exceção Reon e o seu animal de estimação que não luta na equipe)
- Nakoruru
- Galford
- Ukyo Tachibana
- Rimururu - personagem secundária opcional; ela tem um diálogo especial se o líder da equipe do jogador for Nakoruru
- Charlotte - personagem secundária opcional; se ela junta-se à equipe com Haohmaru como líder, no segundo capítulo eles começam uma conversa especial quando ela vai para Paris
- Kyoshiro Senryo - personagem secundário opcional.
- Cham Cham
- Shippu no Reon - personagem principal do jogo. Aparece no capítulo de Mizuki como o segundo/terceiro personagem obrigatório. Uma mulher ninja que descartou a sua feminilidade para focar-se na missão de sua família de eliminar Mizuki

### Vilões
- Amakusa Shiro Tokisada - feiticeiro que revive o seu papel como vilão para o primeiro capítulo
- Ushiwakahime - personagem original; serva de Ambrosia mas é comandada por Amakusa
- Earthquake - vilão de pequeno papel; ele terá um diálogo e cenas especiais se Galford for o personagem principal
- Genan Shiranui - vilão de pequeno papel;
- Mizuki Rashojin - demônio vilão do segundo capítulo
- Bizuki - sacerdotisa que é eventualmente possuída por Mizuki
- Haon - o animal de Mizuki

### Outros personagens
- Gaira Caffeine - membro ocasional da equipe; ele terá um diálogo especial se Haohmaru ou Genjuro for o personagem principal
- Nicotine Caffeine - membro ocasional da equipe; ele terá um diálogo especial se Haohmaru ou Genjuro for o personagem principal
- Hanzo Hattori - membro ocasional da equipe; ele terá um diálogo e cenas especiais se Galford for o personagem principal no primeiro capítulo
- Jubei Yagyu - membro ocasional da equipe; morre no começo do segundo capítulo
- Shizumaru Hisame - participa somente da versão Neo-CD
- Kazuki Kazama - participa somente da versão Neo-CD
- Sogetsu Kazama - participa somente da versão Neo-CD
- Tam Tam - aparece rapidamente no primeiro capítulo da história de Cham Cham; é depois transformado em Paku Paku
- Sieger Neinhalt - membro ocasional da equipe; morre ao fim do segundo capítulo
- Wan-fu - membro ocasional da equipe;
- Basara Kubikiri - membro ocasional da equipe no primeiro capítulo; chefe opcional no segundo capítulo
- Kuroko - participa como cameo; age como "ponto de salvamento" para o jogo
- Paku Paku - a companhia animal de Cham Cham
- Poppy - a companhia animal de Galford
- Reppū no Hion - personagem original; ancestral de Reon e companhia de Bizuki
- Tokihime - personagem original; irmã do amante de Amakusa. Dependendo das ações do jogador, sua irmã salva a alma de Amakusa das mãos de Ambrosia